# フランス国立高等工芸学校

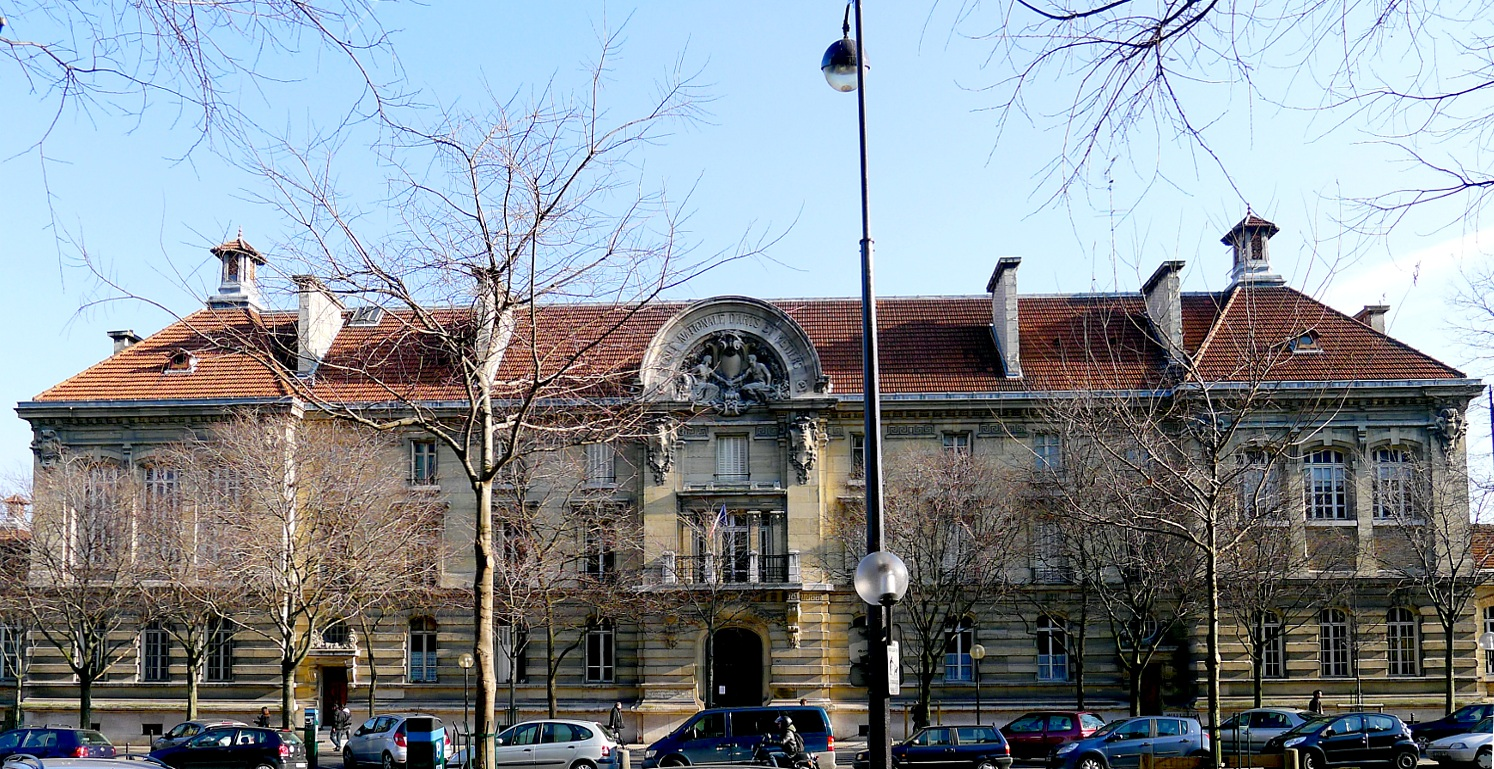
パリ13区オピタル通りのキャンパス

国立高等工芸学校（こくりつこうとうこうげいがっこう、フランス語: École nationale supérieure d'arts et métiers, ENSAM、Arts et Métiers Sciences et Technologies、Arts et Métiers ParisTech）は、フランスの理工系高等教育機関。グランテタブリスマン。1780年9月1日創立。
ラ・ロシュフーコー＝リアンクール公によって設立されたフランスで最も歴史のある工業学校であり、高等教育・研究・イノベーション担当大臣の管轄下にある。学部生、修士・博士課程の合わせて6000人以上の学生が居る。フランス全土に8つのキャンパスを持つ特異な学校で、クリュニー修道院などの歴史的建造物やメッツキャンパスなどの近代的建物から成る。